# Me río de ti
«Me río de ti» es una canción de la cantante mexicana Gloria Trevi, elegida como primer sencillo de su nueva producción discográfica Gloria. La canción fue lanzada a la venta el 11 de enero de 2011 en tiendas digitales como iTunes y Amazon.
En la radio, la canción empezó a sonar desde el 10 de enero de 2011.
En el primer día de venta, alcanzó el segundo lugar de popularidad en la tienda de música digital, iTunes México, por debajo de Britney Spears, con su sencillo Hold It Against Me.
Con esta nueva propuesta musical Gloria continuó con el éxito que venía cosechando con sus anteriores sencillos como Cinco Minutos o Psicofonía. Esta vez con una producción influenciada puramente por la música pop y algo de electrónica se apoderó de los primeros lugares de popularidad en México, Estados Unidos y Latinoamérica. Fue nominada en la categoría Canción del Año en los Premios Lo Nuestro 2011, Telehit Awards y Premio Oye, así como fue galardonado en los Premios Quiero como Video Pop del Año.

## Presentaciones en vivo
La canción fue presentada durante los Premios Billboard de la música latina en los cuales Gloria se encontraba nominada como Artista Femenina del Año con una orgánica presentación acompañada por más de veinte bailarines. También fue puesta en escena durante los Premios Lo Nuestro 2011 donde estaba nominada como Canción del Año y las otras dos categorías más importantes de la velada: Album del Año y Artista femenina del año. Contó con una vasta promoción en programas televisivos de la cadena Telemundo como Nuestra Belleza Latina y Sábado Gigante y otros.

## Formatos
1. Me río de ti (Single Versión)
2. Me río de ti (Instrumental Versión)

## Videoclip
El videoclip de Me río de ti fue filmado en una locación de la Ciudad de México, donde varios fanes aparecen como extras en él. El video fue estrenado el jueves 27 de enero de 2011, en el canal de música de Ritmoson Latino en el programa "Estreno Mundial"
El video estuvo bajo la dirección del cineasta argentino Gustavo Garzón. 
«"Porque la mejor manera de empezar el año es riéndonos, vamos a reírnos juntos, el que se enoja pierde, el que ríe al último, ríe mejor, la risa cura el cuerpo y el alma"» Declaró Gloria sobre su canción.

## Gráficos de ventas
| País           | Chart (2011)                       | Mejor posición |
| -------------- | ---------------------------------- | -------------- |
| Estados Unidos | Billboard Hot Latin Songs          | 22             |
| Estados Unidos | Billboard Latin Airplay            | 22             |
| Estados Unidos | Billboard Latin Digital Song Sales | 10             |
| Estados Unidos | Billboard Latin Pop Songs          | 5              |
| México         | Billboard México Airplay           | 4              |
| México         | Billboard México Español Airplay   | 1              |